# U-521
U-521 — большая океанская немецкая подводная лодка типа IX-C, времён Второй мировой войны.
Заказ на постройку лодки был отдан судостроительной компании «Дойче Верке» в Гамбурге 14 февраля 1940 года. Лодка была заложена 3 июля 1941 года под строительным номером 336, спущена на воду 17 марта 1942 года, 3 июня 1942 года под командованием обер-лейтенанта Клауса Баргштейна вошла в состав учебной 4-й флотилии. 1 октября 1942 года вошла в состав 2-й флотилии.
Лодка совершила 3 боевых похода, в которых потопила 3 судна (19 551 брт) и вспомогательный военный корабль (750 брт).
2 июня 1943 года потоплена в северной Атлантике, к юго-востоку от Балтимора в районе с координатами 37°43′ с. ш. 73°16′ з. д. глубинными бомбами с американского патрульного корабля USS PC-565. Из 52 членов экипажа выжил только командир.